# Texas francese

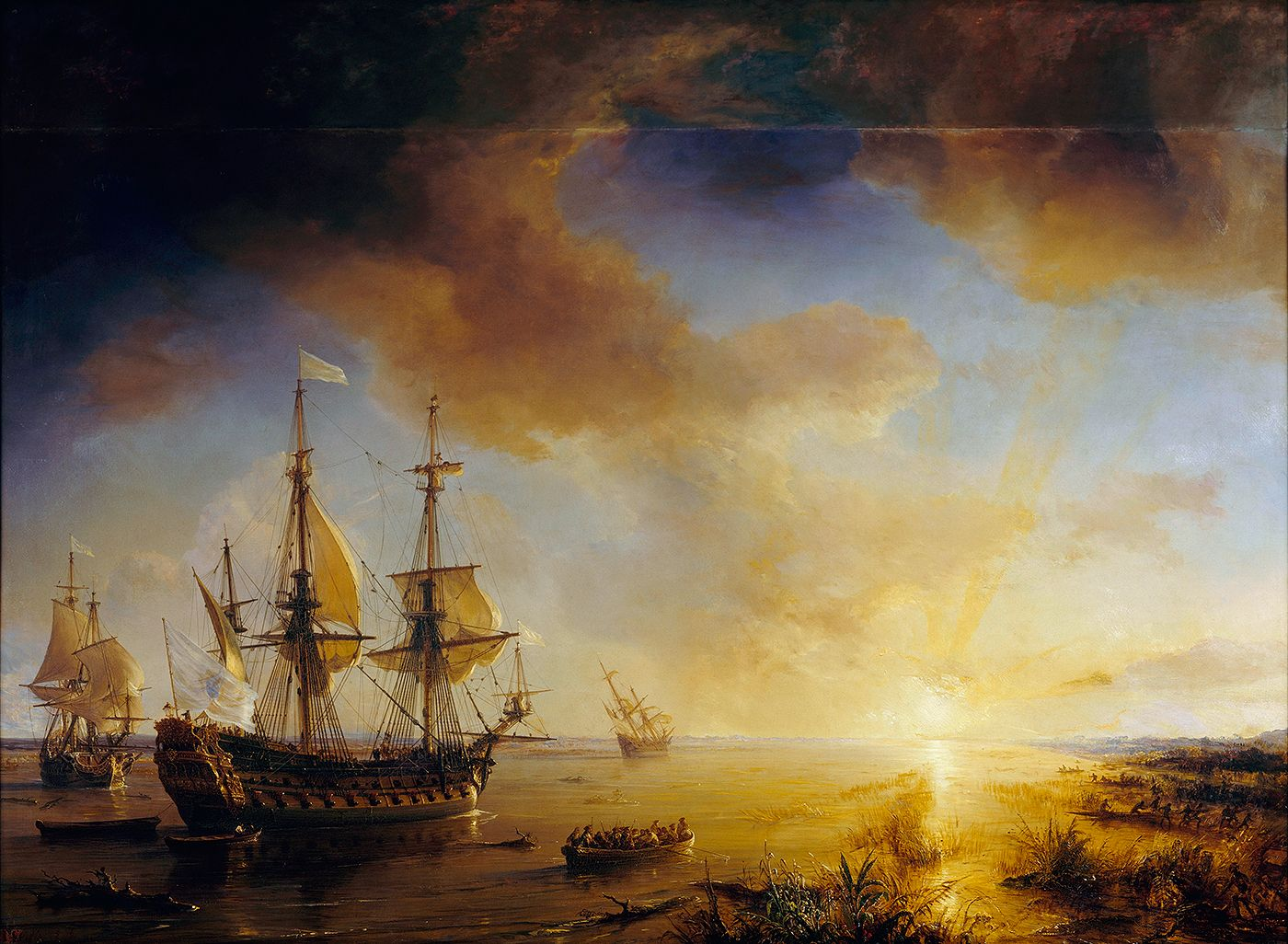
Spedizione di La Salle in Louisiana nel 1684, dipinto del 1844 di Jean Antoine Théodore de Gudin. La Belle è a sinistra, Le Joly è al centro e L'Aimable è arenata sulla destra.

Il Texas francese è il periodo della storia dello Stato del Texas che va dal 1685 al 1689. In questo arco di tempo, presso l'odierna città di Inez, esistette una colonia francese denominata Fort Saint Louis. Essa fu fondata dall'esploratore René Robert Cavelier de La Salle nel corso di una spedizione che intendeva colonizzare la foce del Mississippi, fallita a causa di imprecisioni nelle mappe ed errori nella navigazione che provocarono lo sbarco 644 km più a ovest, nelle vicinanze della baia di Matagorda.
La colonia dovette affrontare numerose difficoltà nel corso della sua breve esistenza, tra cui l'ostilità dei nativi americani, le epidemie e le rigide condizioni climatiche. Memore del suo obiettivo originario, La Salle condusse numerose altre spedizioni per trovare il fiume Mississippi, ma esplorò invece gran parte del Rio Grande e del Texas orientale. Nel 1686, durante una delle sue assenze, l'ultima nave in dotazione all'insediamento naufragò, lasciando i coloni impossibilitati a rifornirsi presso i connazionali stabilitisi nel mar dei Caraibi. In seguito al peggioramento delle condizioni di vita, La Salle comprese quindi che la colonia avrebbe potuto sopravvivere solo grazie all'aiuto degli insediamenti francesi nel cosiddetto Pays des Illinois. La sua ultima spedizione terminò lungo il fiume Brazos, all'inizio del 1687, quando insieme a cinque dei suoi uomini trovò la morte a causa delle rivalità sorte all'interno del gruppo da lui guidato. Anche se alcuni raggiunsero la meta, gli aiuti non arrivarono mai. I restanti membri della colonia vennero uccisi o catturati durante un'incursione degli indiani Karankawa alla fine del 1688. Nonostante la colonia sia esistita soltanto per tre anni, il governo francese sfruttò l'insediamento come pretesto per rivendicare il possesso della regione corrispondente all'attuale Texas; tempo dopo, fu il governo degli Stati Uniti a rivendicare la zona come parte del trattato di acquisto della Louisiana.
La Spagna apprese della missione di La Salle soltanto nel 1686. Temendo che la colonia francese potesse minacciare il suo controllo sulla Nuova Spagna e sulla parte meridionale del Nord America, le autorità iberiche finanziarono spedizioni per trovare e distruggere l'insediamento. Benché le prime si rivelassero inutili, contribuirono comunque ad accrescere le conoscenze geografiche di quella regione del golfo del Messico. Quando finalmente i resti della colonia vennero scoperti nel 1689, gli Spagnoli seppellirono i cannoni e ne bruciarono le costruzioni. Alcuni anni più tardi, le autorità spagnole stabilirono un presidio nella stessa località. Quando infine anche quest'ultimo venne abbandonato, il luogo dell'insediamento francese cadde nell'oblio. Nel 1996 fu riscoperto e attualmente la zona costituisce un sito archeologico.

## Antefatto

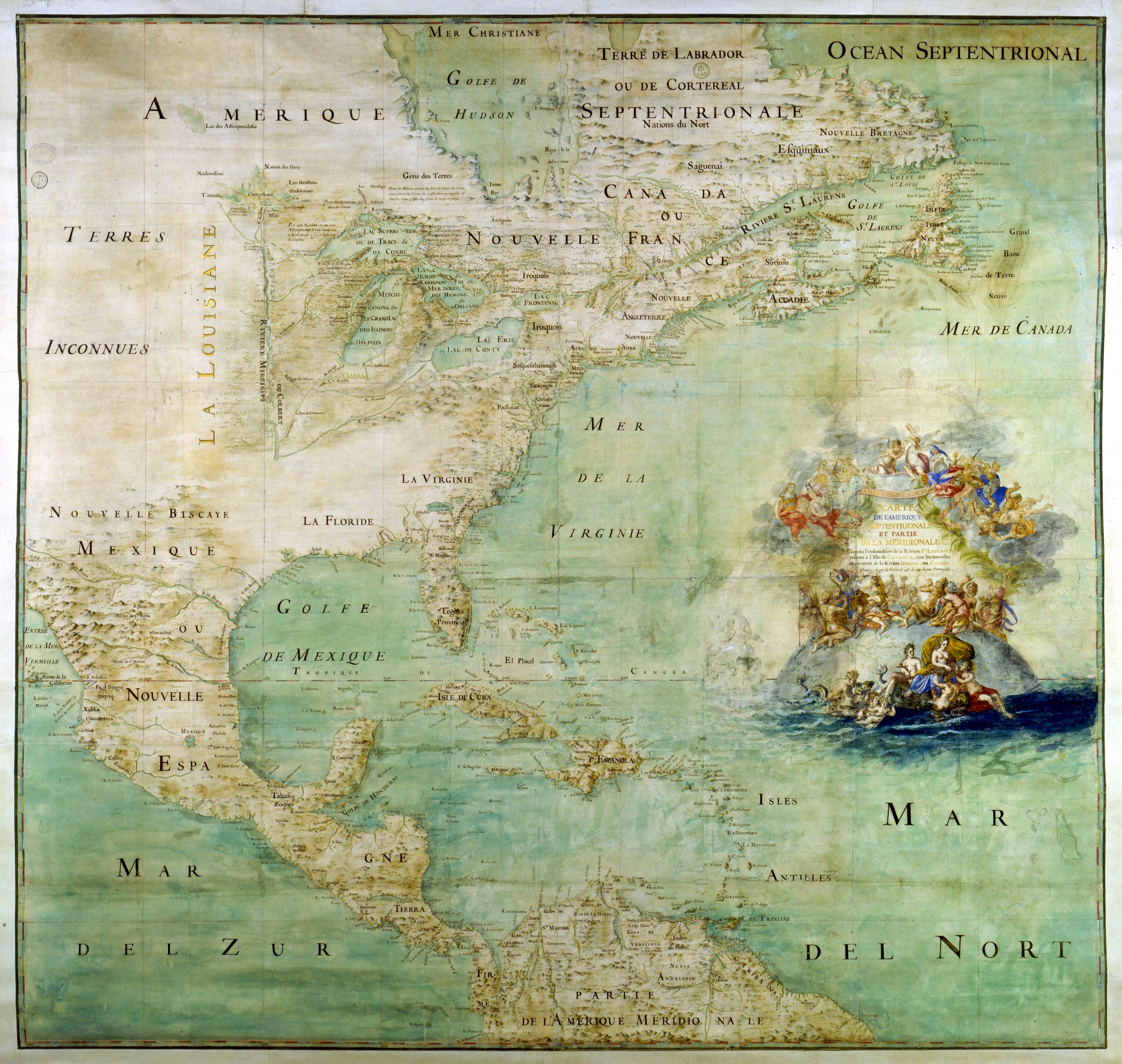
Questa mappa del 1681 mostra la percezione del Nord America che gli europei avevano prima del viaggio di La Salle. Il Rio Grande è segnato come Rio Bravo ed è mostrata una scarsa conoscenza della geografia del Texas

Alla fine del XVII secolo i Paesi europei guardavano con crescente interesse i territori dell'America settentrionale. La Spagna si era appropriata della Florida, dell'attuale Messico e di una notevole porzione della regione sud-occidentale del continente. La costa atlantica settentrionale era invece in possesso della Gran Bretagna, mentre la Nuova Francia includeva ciò che attualmente costituisce il Canada centrale e il Pays des Illinois. I francesi, temendo che il loro territorio fosse vulnerabile alle mire espansionistiche dei vicini, nel 1681 inviarono l'esploratore René Robert Cavelier de La Salle in una spedizione lungo il fiume Mississippi partendo dalla Nuova Francia, credendo in un primo momento di poter trovare una via per raggiungere l'Oceano Pacifico. La Salle invece scoprì un percorso verso il golfo del Messico. Anche se Hernando De Soto aveva esplorato e preso possesso della zona a nome della Spagna circa 140 anni prima, il 9 aprile 1682 La Salle rivendicò la valle del Mississippi per l'allora sovrano francese Luigi XIV, chiamando Louisiana questo territorio in suo onore.
Senza una presenza francese alla foce del Mississippi, la Spagna avrebbe avuto la possibilità di controllare l'intero golfo e avrebbe costituito una potenziale minaccia per i confini meridionali della Nuova Francia. La Salle credeva che il Mississippi fosse molto vicino al bordo orientale della Nuova Spagna e al suo ritorno in Francia nel 1683 propose la fondazione di una colonia come avamposto alla sua foce. Essa avrebbe potuto fungere da base per promuovere il Cristianesimo tra i popoli indigeni, nonché costituire un'ottima postazione per attaccare la provincia spagnola di Nueva Vizcaya, ottenendo così il controllo sulle sue redditizie miniere d'argento. Egli sostenne inoltre che un numero ridotto di francesi avrebbe potuto invadere con successo la Nuova Spagna alleandosi con oltre 15.000 nativi americani, furiosi per essere stati ridotti in schiavitù dagli spagnoli. Quando la Spagna dichiarò guerra alla Francia nell'ottobre dello stesso anno, Luigi XIV accettò di sostenere il piano di La Salle; il suo incarico ufficiale ora includeva «rafforzare la fedeltà degli indiani alla corona, condurli alla vera fede e mantenere la pace tra le tribù».

## Spedizione
La Salle originariamente prevedeva di fare rotta verso la Nuova Francia, viaggiare via terra verso il Pays des Illinois e quindi navigare il fiume Mississippi sino alla foce. Per infastidire la Spagna il re decise invece di far navigare La Salle attraverso il golfo del Messico, che la Spagna riteneva di sua esclusiva proprietà. Sebbene La Salle avesse chiesto una sola nave, il 24 luglio 1684 partì da La Rochelle con quattro: una man-of-war con 36 cannoni chiamata Le Joly, una nave da carico da 300 tonnellate chiamata L'Aimable, il brigantino a palo La Belle e il ketch St. François. Anche se Luigi XIV gli aveva procurato sia Le Joly che La Belle, La Salle desiderava un maggiore spazio di carico e noleggiò quindi L'Aimable e il St. François da mercanti francesi. Il re fornì anche 100 soldati e gli equipaggi al completo per le navi, come pure i finanziamenti per assumere personale qualificato per partecipare alla spedizione. La Salle venne tuttavia costretto ad acquistare anche beni da scambiare con i nativi americani.
Le navi trasportavano quasi 300 persone, inclusi i 100 soldati, numerosi artigiani e carpentieri, sei missionari, otto mercanti e oltre una dozzina tra donne e bambini. Poco dopo la loro partenza, Francia e Spagna cessarono le ostilità e pertanto Luigi XIV non ebbe più interesse ad inviare a La Salle ulteriori rinforzi. I dettagli del viaggio furono tenuti segreti in modo che la Spagna non potesse venire a conoscenza del suo scopo e il comandante navale della spedizione, Taneguy le Gallois de Beaujeu, si risentì del fatto che La Salle non lo informò sulla destinazione se non dopo la partenza. I contrasti tra i due si intensificarono quando raggiunsero Santo Domingo e discussero sul luogo più appropriato ove gettare l'ancora. Beaujeu navigò verso un'altra parte dell'isola, permettendo così ai corsari spagnoli di catturare la St. François, che era stivata a pieno carico di provviste, merci e strumenti destinati alla colonia.
Durante il viaggio, durato 58 giorni, due persone morirono per una malattia e una donna diede alla luce un figlio. Il viaggio per Santo Domingo era durato più del previsto e le provviste iniziavano a scarseggiare, soprattutto dopo la perdita della St. François. La Salle aveva pochi soldi per reintegrare le provviste alimentari e alla fine due dei mercanti a bordo vendettero una parte dei loro prodotti commerciali agli isolani e prestarono il ricavato a La Salle. Per riempire le lacune createsi in seguito alla diserzione di svariati uomini, vennero reclutati in sostituzione alcuni degli indigeni.
Alla fine di novembre 1684, quando La Salle si era completamente ripreso da una grave malattia che l'aveva colpito, le tre navi rimanenti ripresero la ricerca del delta del Mississippi. Prima di lasciare Santo Domingo, i marinai locali li avvertirono che le forti correnti del Golfo dirette a oriente avrebbero spinto le navi verso gli stretti della Florida se non avessero corretto la rotta. Il 18 dicembre le navi raggiunsero il golfo del Messico ed entrarono nelle acque che la Spagna rivendicava come proprie, ma nessuno dei membri della spedizione era mai stato lì o ne conosceva le coste. A causa di una combinazione di mappe imprecise, di precedenti errori di calcolo relativi alla latitudine della meta e dell'eccessiva correzione della rotta verso ovest per il timore delle correnti, la spedizione non riuscì a trovare il Mississippi; le tre navi attraccarono invece, all'inizio del 1685, nella baia di Matagorda, 644 km a ovest del Mississippi.

## Costruzione

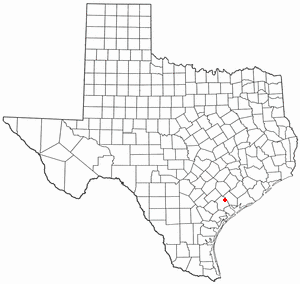
Localizzazione approssimativa di Fort Saint Louis

Il 20 febbraio i coloni toccarono terra per la prima volta da quando avevano lasciato Santo Domingo, tre mesi prima. Crearono quindi un accampamento temporaneo presso il luogo in cui oggi si trova il faro di Matagorda. Il cronista della spedizione, Henri Joutel, descrisse in questo modo la sua prima impressione del Texas:
Contrariamente al parere di Beaujeu, La Salle ordinò che La Belle e L'Aimable si predisponessero «a superare il passaggio stretto e poco profondo» per trasportare i rifornimenti più vicino all'accampamento. Per alleggerire il carico della seconda vennero rimossi gli otto cannoni e una piccola parte del carico. Non appena La Belle superò con successo l'ostacolo, La Salle inviò il suo timoniere su L'Aimable per prestare assistenza nella navigazione, ma il capitano di quest'ultima rifiutò l'aiuto. Quando essa salpò, una banda di indiani Karankawa si avvicinò e rapì alcuni coloni. La Salle condusse un piccolo drappello di soldati a salvarli, senza lasciare nessuno a dirigere L'Aimable. Al suo ritorno, trovò la nave incagliata in un banco di sabbia; avendo appreso che il capitano aveva ordinato all'imbarcazione di proseguire la navigazione dopo aver urtato un banco di sabbia, La Salle si convinse che il capitano aveva deliberatamente fatto arenare la nave.
Per diversi giorni gli uomini tentarono di recuperare gli strumenti e le provviste caricate a bordo de L'Aimable, ma un violento temporale consentì loro di recuperare solo il cibo, i cannoni, la polvere da sparo e parte della mercanzia situate a bordo. La nave affondò il 7 marzo e i Karankawa si impadronirono di buona parte dei resti del naufragio. Quando i soldati francesi si approssimarono al villaggio dei nativi per recuperarli, gli abitanti si nascosero. Trovando il villaggio deserto, i militari non solo si riappropriarono del bottino razziato, ma si impadronirono anche di pelli di animale e di due canoe. Allora i Karankawa infuriati li attaccarono, uccidendo due francesi e ferendone altri.
Beaujeu, conclusa la missione di scortare i coloni attraverso l'oceano, ritornò in Francia a bordo de La Joly a metà del marzo 1685. Molti coloni scelsero di tornare con lui, in Texas ne rimasero circa 180. Sebbene Beaujeu fosse latore di un messaggio di La Salle che richiedeva ulteriori rifornimenti, le autorità francesi, essendo in pace con la Spagna, non risposero. I coloni rimasti soffrivano di dissenteria e di malattie veneree e ogni giorno moriva qualcuno, mentre quelli ancora sani si adoperavano per costruire delle rudimentali abitazioni e le strutture di un piccolo forte temporaneo sull'isola di Matagorda.

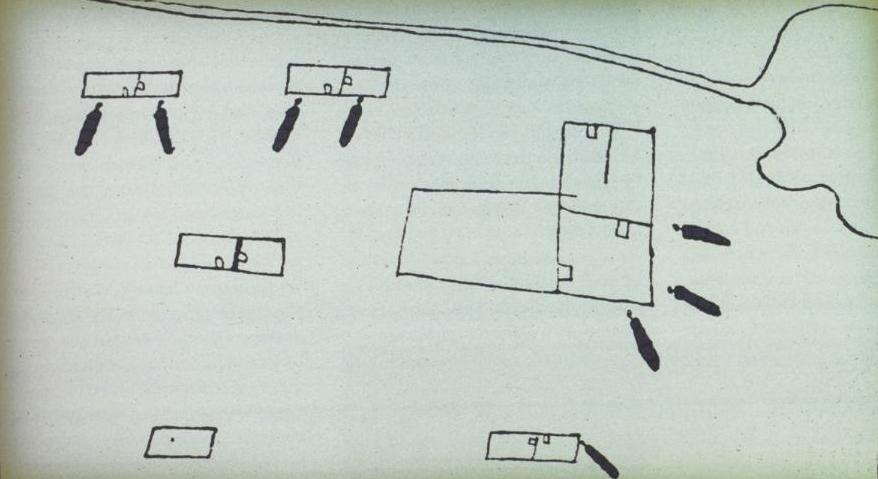
Mappa di Fort Saint Louis disegnata da un membro della spedizione spagnola che scoprì la colonia francese nel 1689.
Sono segnati il fiume, le strutture dell'insediamento e la posizione dei cannoni

Il 24 marzo La Salle guidò 52 uomini su cinque canoe alla ricerca di un luogo meno esposto dove posizionare l'insediamento permanente. S'imbatterono nel Garcitas Creek, un fiume pescoso e dalle acque correnti, le cui sponde erano ricche di terreno fertile e che chiamarono Rivière aux Boeufs, il fiume con i buoi, per via delle mandrie di bisonti che pascolavano nelle vicinanze. Decisero di costruire quello che sarebbe divenuto Fort Saint Louis su un costone affacciato sul torrente, a 1,5 leghe (circa 6 km) dalla sua foce. Due uomini morirono, uno morso da un serpente a sonagli e l'altro annegato mentre stava pescando. A volte durante la notte i Karankawa circondavano l'accampamento e ululavano, ma i soldati li spaventavano e li mettevano in fuga sparando alcuni colpi di arma da fuoco.
Ai primi di giugno La Salle trasferì i coloni restanti dall'accampamento temporaneo al nuovo insediamento. Il 12 giugno settanta persone iniziarono quindi una marcia via terra di 80 km. Tutti i rifornimenti e gli utensili necessari dovettero essere trasportati da La Belle, un compito assai sfibrante che venne completato solo verso la metà del mese seguente. L'ultimo carico venne scortato da 30 uomini che erano rimasti di guardia alla nave. Anche se numerosi alberi crescevano nei pressi del sito, essi non erano adatti per le costruzioni e il legname doveva quindi essere trasportato al cantiere per diversi chilometri nell'entroterra; alcune assi vennero prelevate anche dal relitto de L'Aimable. Entro la fine di luglio oltre la metà dei coloni erano morti, principalmente per la concomitanza di scarsa alimentazione e di lavoro massacrante.
Quelli rimasti edificarono una grande struttura a due piani al centro del sito. Il pianterreno venne suddiviso in tre sale: una per La Salle, una per i sacerdoti che accompagnavano la spedizione e una per gli ufficiali. Il piano superiore era invece costituito da un unico locale destinato ad immagazzinare le provviste. Intorno alla fortezza altre costruzioni minori vennero edificate allo scopo di offrire rifugio agli altri membri della spedizione. Gli otto cannoni salvati da L'Aimable, ciascuno dei quali aveva un peso compreso tra 318 e 514 kg, vennero posizionati intorno alla colonia a scopo difensivo.

## Difficoltà
Per diversi mesi dopo la fondazione di Fort Saint Louis i coloni compirono brevi sopralluoghi per esplorare l'ambiente circostante. Alla fine dell'ottobre 1685, La Salle decise di intraprendere una spedizione più ampia e caricò La Belle con la maggior parte delle provviste e dell'equipaggiamento rimasti. Portò con sé 50 uomini, che si aggiunsero a 27 marinai dell'equipaggio, e ne lasciò 34 al campo, insieme alle donne e ai bambini. La maggior parte di coloro che viaggiavano con La Salle utilizzavano le canoe, mentre La Belle li seguiva ad una certa distanza dalla costa. Dopo tre giorni di viaggio, vennero a sapere della presenza di nativi ostili nella zona; in venti attaccarono allora il villaggio dei nativi, dove furono trovati diversi manufatti spagnoli. Diversi uomini morirono in questa spedizione per aver mangiato fichi d'India, mentre i Karankawa uccisero un piccolo drappello che si era accampato sulla spiaggia, del quale faceva parte anche il capitano de La Belle, Eli Richaud.
Dal gennaio al marzo 1686 La Salle e la maggior parte dei suoi compagni cercarono, via terra, il fiume Mississippi, viaggiando verso il Rio Grande, giungendo forse fino all'odierna Langtry. I partecipanti alla spedizione s'informarono presso una tribù di nativi locali chiedendo informazioni sugli spagnoli e le loro miniere, offrendo doni e raccontando storie che raffiguravano gli spagnoli come esseri crudeli e i francesi come benevoli. Quando successivamente il gruppo tornò indietro, non riuscendo a trovare La Belle dove era stata ormeggiata, fu costretto a tornare a piedi fino al forte.
Il mese seguente La Salle e i suoi si recarono a est, nella speranza di individuare il Mississippi e ritornare in Canada. Durante uno di questi viaggi la spedizione incontrò gli indiani Caddo, che diedero ai francesi una mappa raffigurante il loro territorio, quello dei loro vicini e la posizione del fiume che cercavano. I Caddo stringevano spesso patti di amicizia con i popoli confinanti ed estesero quindi il loro sistema di negoziati pacifici anche ai francesi. Mentre erano ospiti dei Caddo, La Salle e i suoi incontrarono alcuni commercianti Jumano che diedero loro importanti informazioni sulle attività spagnole nel Nuovo Messico. Gli stessi mercanti informarono successivamente i funzionari spagnoli della presenza dei francesi nell'area.

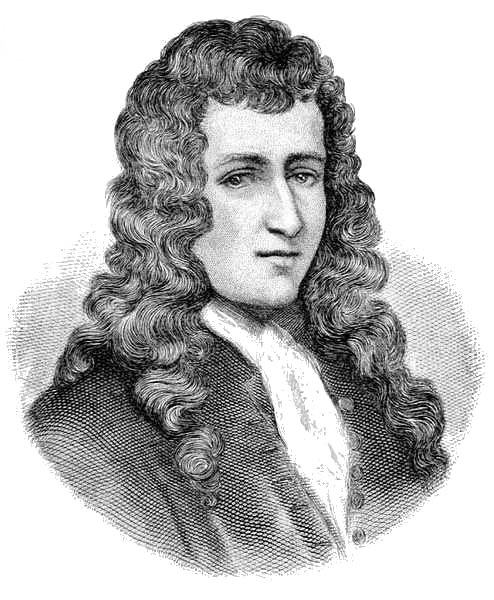
René Robert Cavelier de La Salle, ucciso in Texas mentre cercava di raggiungere la Nuova Francia

Quattro uomini disertarono quando venne raggiunto il fiume Neches e La Salle e uno dei suoi nipoti si ammalarono gravemente, costringendo il gruppo a fermarsi per due mesi. Mentre i due recuperavano le forze, il cibo e la polvere da sparo cominciarono a scarseggiare. Nel mese di agosto gli otto superstiti della spedizione tornarono a Fort Saint Louis, senza aver mai di fatto lasciato il Texas orientale.
Durante l'assenza di La Salle, sei di quelli che erano rimasti su La Belle arrivarono finalmente a Fort Saint Louis. Secondo la loro testimonianza, il nuovo capitano della nave era sempre ubriaco e i marinai, molti dei quali non sapevano navigare, avevano fatto incagliare La Belle sulla penisola di Matagorda. I sopravvissuti presero una canoa per tornare al forte, lasciandosi la nave alle spalle. La distruzione dell'ultima imbarcazione lasciò i coloni bloccati sulla costa del Texas, senza alcuna speranza di ricevere assistenza dalle colonie francesi nel mar dei Caraibi.
Agli inizi di gennaio 1687, meno di 45 persone delle originarie 180 rimanevano nella colonia, che era tormentata anche da conflitti interni. La Salle credeva che la loro unica speranza di sopravvivenza era una spedizione via terra per chiedere aiuto alla Nuova Francia, e nello stesso mese intraprese quindi un'ultima spedizione per tentare di raggiungere il Pays des Illinois. Meno di 20 persone rimasero a Fort Saint Louis, principalmente donne, bambini e uomini ritenuti non idonei alla spedizione, così come sette soldati e tre missionari con i quali l'esploratore francese era in contrasto. Diciassette uomini parteciparono alla spedizione, compresi La Salle, suo fratello e due dei suoi nipoti. Il 18 marzo, mentre erano accampati vicino all'odierna Navasota, in molti litigarono per la divisione della carne di bisonte. Quella notte uno dei nipoti di La Salle e altri due uomini vennero assassinati nel sonno da un partecipante alla spedizione. Il giorno successivo lo stesso La Salle fu ucciso mentre si avvicinava al campo per indagare sulla scomparsa del nipote; le lotte intestine portarono in poco tempo alla morte di altri due compagni. Due dei superstiti, tra cui Jean L'Archevêque, si aggregarono invece ai Caddo, mentre gli altri sei si diressero verso il Pays des Illinois. Durante il loro viaggio dall'Illinois al Canada questi uomini non informarono nessuno della morte del loro comandante. Raggiunsero la Francia nell'estate del 1688 e informarono Luigi XIV della morte di La Salle e delle terribili condizioni nella colonia, ma il re non inviò alcun aiuto.

## Reazione spagnola
La missione di La Salle rimase segreta fino al 1686, quando Denis Thomas, un ex membro della spedizione che aveva disertato a Santo Domingo, venne arrestato per pirateria. Nel tentativo di ottenere una pena più lieve, Thomas informò i carcerieri spagnoli del progetto di La Salle di fondare una colonia e conquistare col tempo le loro miniere d'argento. Malgrado la sua confessione, Thomas venne comunque impiccato.
Il governo spagnolo ritenne che la colonia francese costituisse una minaccia per le miniere e le rotte navali, e il consiglio di guerra di Carlo II reputò che «la Spagna necessitasse di un'azione rapida per rimuovere quella spina inflitta nel cuore dell'America. Maggiore sarebbe stato il ritardo, tanto più grande le difficoltà da superare». Gli spagnoli non avevano idea di dove trovare La Salle e nel 1686 inviarono una spedizione via mare e due via terra per tentare di individuare la colonia. Anche se non furono in grado di trovare i francesi, restrinsero il campo di ricerca tra il Rio Grande e il Mississippi. L'anno seguente quattro ulteriori spedizioni fallirono nel tentativo di trovare La Salle, ma aiutarono la Spagna ad accrescere la conoscenza della geografia della zona.

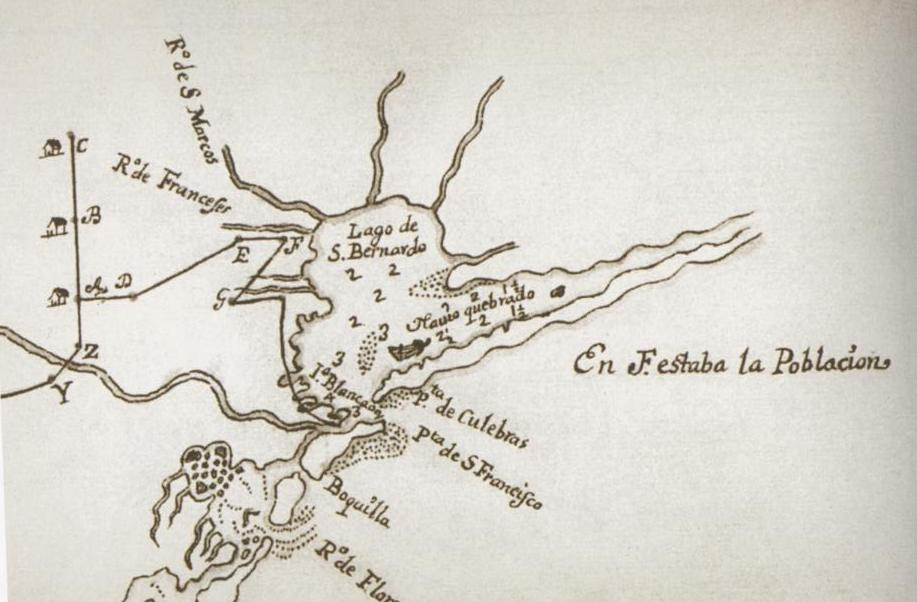
Carlos de Sigüenza y Góngora disegnò questa mappa della baia di Matagorda (conosciuta agli spagnoli come "baia di San Bernardo") basandosi su abbozzi di partecipanti alla spedizione di Alonso De León del 1689. Fort Saint Louis è segnato con la lettera "F", mentre La Belle è identificata come "Navio Quebrado", cioè "nave rotta"

Nel 1688 gli spagnoli inviarono tre nuove spedizioni, due via mare e una via terra. Quest'ultima, guidata da Alonso De León, scoprì l'esistenza di Jean Gery, che aveva abbandonato la colonia francese e viveva nel sud del Texas con gli indiani Coahuiltecan. Servendosi di Gery come interprete e guida, De León trovò finalmente il forte francese alla fine dell'aprile 1689. Il forte e le cinque rudimentali abitazioni che lo circondavano erano in rovina: parecchi mesi prima i Karankawa avevano infatti attaccato l'insediamento, causando una grande distruzione. Gli spagnoli rinvennero i corpi di tre persone, tra cui quello di una donna che era stata colpita alla schiena. Un prete spagnolo, che aveva accompagnato De León, officiò il rito funebre per le tre vittime. Il cronista della spedizione, Juan Bautista Chapa, scrisse che la devastazione era stata la punizione di Dio per essersi opposti a papa Alessandro VI, che aveva concesso le Indie esclusivamente agli spagnoli. I resti del forte furono distrutti dagli spagnoli, che seppellirono anche i cannoni abbandonati dai francesi. Anni dopo gli spagnoli costruirono un altro forte nello stesso luogo.
Agli inizi del 1689 le autorità spagnole ricevettero una particolare richiesta, scritta in francese. Gli esploratori Jumano avevano ricevuto questi documenti dai Caddo, che avevano chiesto loro di consegnarli agli spagnoli. Il documento includeva un disegno su pergamena di una nave, e un messaggio scritto di Jean L'Archevêque che diceva:
De León in seguito portò in salvo L'Archeveque e il suo compagno Jacques Grollet. Durante l'interrogatorio i due uomini sostennero che oltre 100 dei coloni francesi erano morti di vaiolo, mentre gli altri erano stati uccisi dai nativi americani. Le uniche persone che si sapeva essere sopravvissute all'attacco finale furono i ragazzi Talon, che erano stati adottati dai Karankawa. Secondo il loro racconto Fort Saint Louis era stato attaccato intorno al Natale del 1688 e tutti gli altri coloni erano stati uccisi.

## Conclusione
Nella colonia sopravvissero solo una quindicina di persone. Sei di loro tornarono in Francia, mentre altre nove vennero catturate dagli spagnoli, compresi i quattro ragazzi che erano stati risparmiati dai Karankawa. Questi ultimi vennero inizialmente portati dal viceré Gaspar de la Cerda Sandoval Silva y Mendoza, che li tenne con sé in qualità di servi. Due dei ragazzi, Pierre e Jean-Baptiste, tornarono successivamente in Francia. Dei restanti prigionieri, tre divennero cittadini spagnoli e si stabilirono nel Nuovo Messico. Anche se Fort Saint Louis era stata completamente distrutta, la Spagna temeva che un altro tentativo di colonizzazione da parte dei francesi sarebbe stato inevitabile, pertanto fu autorizzata per la prima volta la fondazione di piccoli avamposti nella parte orientale del Texas e a Pensacola.
La Francia abbandonò le sue rivendicazioni sul Texas solo quando, col trattato di Fontainebleau del novembre 1762, cedette alla Spagna tutto il proprio territorio a ovest del fiume Mississippi. Nel 1803, tre anni dopo che la Spagna aveva restituito la Louisiana alla Francia, Napoleone la vendette agli Stati Uniti. L'accordo iniziale del 1762 tra le due nazioni non aveva specificato in modo esplicito i confini della Louisiana e le sue descrizioni nei documenti erano ambigue e contraddittorie. Gli Stati Uniti insistettero che nell'acquisto fosse ricompresa la totalità del territorio che era stato rivendicato dalla Francia anni prima, incluso tutto il Texas. La disputa non si risolse fino al trattato Adams-Onís del 1819, in cui la Spagna cedette la Florida agli Stati Uniti in cambio dell'abbandono di ogni pretesa sul Texas da parte di questi ultimi. Il confine ufficiale dei possedimenti spagnoli fu posto lungo il fiume Sabine (il confine attuale tra Texas e Louisiana), poi lungo i fiumi Red River ed Arkansas fino ad arrivare al 42º parallelo nord (l'attuale limite settentrionale della California).

## Scavi archeologici

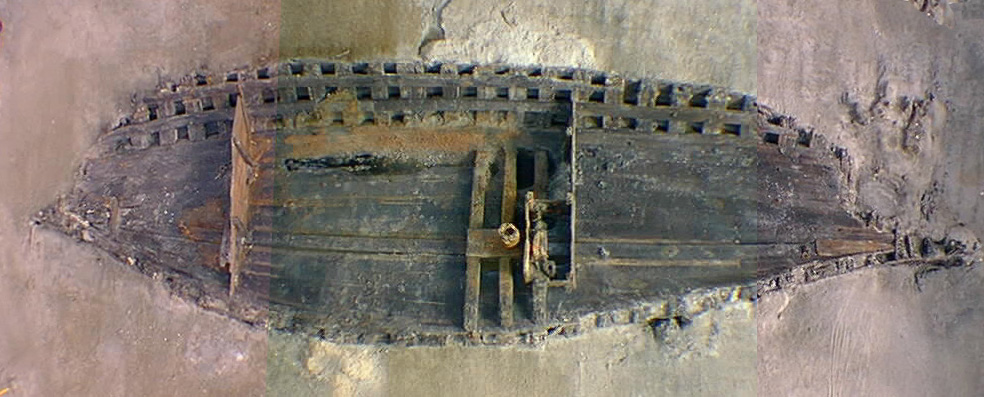
Relitto de La Belle

Nel 1908 lo storico Herbert Eugene Bolton identificò come sito del forte un'area lungo il Garcitas Creek, nei pressi della baia di Matagorda. Altri storici, prima e dopo Bolton, sostennero invece che il forte era situato sul fiume Lavaca nella contea di Jackson. Cinquant'anni dopo l'Università del Texas ad Austin finanziò uno scavo parziale nel sito di Bolton, a quel tempo parte del ranch Keeran. Anche se vennero recuperate diverse migliaia di oggetti, gli archeologi non riuscirono ad effettuare un'accurata distinzione tra manufatti francesi e spagnoli del XVII secolo e non venne mai pubblicato alcun resoconto sulle scoperte. Nel 1970 i manufatti vennero riesaminati da Kathleen Gilmore, un'archeologa della Southern Methodist University. Ella stabilì che, mentre la maggior parte dei manufatti erano di origine spagnola, alcuni provenivano inconfutabilmente dalla Francia e da scavi franco-canadesi dello stesso periodo.
Alla fine del 1996 i lavoratori del ranch Keeran, esplorando la zona coi metal detector, trovarono gli otto cannoni di ghisa sotterrati vicino al Garcitas Creek. Dopo il loro recupero, la Texas Historical Commission (THC) confermò che essi provenivano da Fort Saint Louis. Un successivo scavo della società portò a scoprire la localizzazione di tre degli edifici che avevano ospitato i coloni francesi e delle tre tombe scavate dagli spagnoli.
Per decenni il THC cercò anche il relitto della nave La Belle, scoperto finalmente nel 1995 nella baia di Matagorda. I ricercatori hanno recuperato dalle acque un cannone di 300-363 kg in lega di bronzo, così come alcune palle di moschetto, chiodi dritti di bronzo e perline per il commercio. Ampie sezioni dello scafo di legno erano intatte, protette dagli effetti dannosi dell'acqua calda salata da strati di sedimenti fangosi che «in sostanza crea[vano] capsule prive di ossigeno». Quello de La Belle è stato il relitto francese più antico scoperto nell'emisfero occidentale e risalente a quel periodo. Per consentire agli archeologi di recuperare il maggior numero possibile di oggetti, venne costruito intorno alla nave un cofferdam per trattenere le acque della baia, permettendo agli archeologi di condurre gli scavi come se fossero stati sulla terraferma. Questo fu il primo tentativo in America settentrionale di scavare un relitto in condizioni da asciutto. In precedenza in Europa erano già stati condotti scavi su relitti usando un cofferdam, ma mai su un'imbarcazione grande come La Belle.
Il National Underwater and Marine Agency cercò L'Aimable dal 1997 al 1999. Sebbene ne sia stata individuata la probabile localizzazione, la nave, sepolta sotto oltre 7,6 m di sabbia, non poté essere raggiunta.